# Џуно
Џуно (енгл. City and Borough of Juneau; скраћено Juneau) је главни град америчке савезне државе Аљаске. Представља јединствену административну јединицу смештену на аљаској превлаци. Џуно је од 1906. изабран за престоницу Аљаске, када је седиште владе пресељено из Ситке. Актом из 1970, граду се припаја суседни Даглас и околна насеља, која заједно чине садашњу територију Џуноа.
Површина града износи 8.430,40 km² што је више од Роуд Ајланда и Делавера појединачно и готово велика као две државе заједно. Центар Џуноа налази се у подножју истоимене планине и простире се преко канала од острва Даглас. 
Према пописним подацима из 2000, у граду је живело 30.711 становника, док подаци Завода за попис САД из 2007. говоре да је реч од 30.690 људи. Према званичним подацима град је 2020. године имао 32,255  становника.
Џуно је добио назив по Џоу Џуноу, рудару и трагачу за златом. Основали су га Џо и Ричард Херис након што су на његовом тлу пронашли злато уз помоћ племена Тлингит. Иако је првобитно град назван Роквел и Херисбург договором рудара из 1881. град је назван Џуно.

## Географија
Џуно се налази на надморској висини од 17 m. Налази се на обали канала Гастино.

### Клима
| Клима (Џуно)               | Клима (Џуно)  | Клима (Џуно) | Клима (Џуно) | Клима (Џуно) | Клима (Џуно) | Клима (Џуно) | Клима (Џуно)  | Клима (Џуно)  | Клима (Џуно)  | Клима (Џуно)  | Клима (Џуно)  | Клима (Џуно)  | Клима (Џуно)     |
| Показатељ \ Месец          | .Јан.         | .Феб.        | .Мар.        | .Апр.        | .Мај.        | .Јун.        | .Јул.         | .Авг.         | .Сеп.         | .Окт.         | .Нов.         | .Дец.         | .Год.            |
| -------------------------- | ------------- | ------------ | ------------ | ------------ | ------------ | ------------ | ------------- | ------------- | ------------- | ------------- | ------------- | ------------- | ---------------- |
| Средњи максимум, °C (°F)   | −1,4 (29,5)   | 1,2 (34,2)   | 3,7 (38,7)   | 8,4 (47,1)   | 12,8 (55)    | 16,1 (61)    | 17,7 (63,9)   | 17,1 (62,8)   | 13,3 (55,9)   | 8,4 (47,1)    | 2,6 (36,7)    | −0,2 (31,6)   | 8,3 (46,9)       |
| Просек, °C (°F)            | −4,3 (24,3)   | −2,0 (28,4)  | 0,4 (32,7)   | 4,3 (39,7)   | 8,3 (46,9)   | 11,7 (53,1)  | 13,3 (55,9)   | 12,8 (55)     | 9,7 (49,5)    | 5,7 (42,3)    | 0,0 (32)      | −2,7 (27,1)   | 4,7 (40,5)       |
| Средњи минимум, °C (°F)    | −7,2 (19)     | −5,2 (22,6)  | −2,9 (26,8)  | 0,1 (32,2)   | 3,8 (38,8)   | 7,2 (45)     | 8,9 (48)      | 8,5 (47,3)    | 6,1 (43)      | 2,9 (37,2)    | −2,7 (27,1)   | −5,2 (22,6)   | 1,2 (34,2)       |
| Количина падавина, mm (in) | 115,3 (45,39) | 95,3 (37,52) | 83,3 (32,8)  | 70,4 (27,72) | 86,9 (34,21) | 80,0 (31,5)  | 105,7 (41,61) | 135,1 (53,19) | 170,9 (67,28) | 199,1 (78,39) | 124,7 (49,09) | 112,8 (44,41) | 1.379,5 (543,11) |
| [ тражи се извор ]         |               |              |              |              |              |              |               |               |               |               |               |               |                  |

## Демографија
По попису из 2010. године број становника је 31.275, што је 564 (1,8%) становника више него 2000. године.
|                   | 2010.           | 2000.           |
| Укупно            | 31 275 (100,0%) | 30 711 (100,0%) |
| Белци             | 21 065 (67,35%) | 22 498 (73,26%) |
| Остали            | 6 674 (21,34%)  | 5 487 (17,87%)  |
| Азијати           | 1 919 (6,136%)  | 1 438 (4,682%)  |
| Хиспаноамериканци | 1 588 (5,078%)  | 1 040 (3,386%)  |
| Афроамериканци    | 29 (0,093%)     | 248 (0,808%)    |

## Туризам
Задњих деценија значајан приход град остварује од туризма и то највише захваљујући посети туриста уз помоћ крузера. Према подацима званичног веб-сајта само у току 2023. године  сезона је трајала  од 17. априла   до 23. октобра са упловљавањем од једног до седам крузера дневно, у просеку 4-6. Процене су да годишње град посети око милион туриста.
Недалеко од града налази се "Менденхол глечер", значајна туристичка одлика града, а поред њега музеј.

## Галерија
- Део насеља и острва Даглас
- Центар града и паркинг за аутобусе и возила
- Поглед на део града са видиковца
- Експонат медведа како једе лососа као део туристичке понуде
- Мапа за посетиоце